# Một thời để yêu và một thời để chết (phim)
Một thời để yêu và một thời để chết (tiếng Anh: A Time to Love and a Time to Die) là một phim CinemaScope năm 1958 của Mỹ do Douglas Sirk đạo diễn và John Gavin đóng vai chính Phim này dựa trên tiểu thuyết "Zeit zu leben und Zeit zu sterben" (Thời để sống và thời để chết) của nhà văn Đức Erich Maria Remarque, với bối cảnh là Mặt Trận phía Đông trong Chiến tranh thế giới thứ hai và nước Đức thời Đức Quốc xã.

## Tóm lược cốt truyện
Ernst Graeber là một người lính Đức đóng quân ở Mặt trận phía Đông trong những ngày cuối cùng của cuộc Chiến tranh thế giới thứ hai. Anh và các đồng đội Steinbrenner và Hirschland được lệnh giết thường dân Nga, nhưng thay vào đó Hirschland đã tự tử.
Được nghỉ phép lần đầu trong vòng 2 năm, Ernst trở về nhà và thấy ngôi làng của mình bị đánh bom và không tìm thấy cha mẹ. Anh gặp lại Elizabeth Kruse, con gái của vị bác sĩ của mẹ anh và cô nói với anh rằng cha cô cũng đang bị Gestapo giam giữ. Trong thời gian này, các cuộc không kích liên tục của Đồng Minh đã làm gián đoạn mọi khoảnh khắc yên bình của Ernst và Elizabeth.
Một người bạn cũ - Binding – bây giờ là một nhân vật Đức Quốc xã giàu có, mời Ernst về nhà. Sau đó anh ta chuẩn bị một bữa tiệc cho đám cưới của Ernst và Elizabeth vì hai người hiện đang yêu nhau. Trong khi đó giáo sư Pohlmann, thông cảm với tình cảnh của đôi tân hôn, đã hứa giúp đỡ nếu 2 người quyết định chạy trốn.
Tuy nhiên, Ernst được lệnh trở về Mặt trận. Anh thấy Steinbrenner đang định bắn các thường dân, nên đã giết anh ta. Ernst giải phóng các tù nhân, nhưng một kẻ khác đã bắn anh. Anh chết trong khi đang đọc một lá thư của Elizabeth, trong đó nói rằng cô đang mang thai đứa con của họ.

## Phân vai
- John Gavin vai Ernst Graeber
- Liselotte Pulver vai Elizabeth Kruse Graeber
- Jock Mahoney vai Immerman
- Don DeFore vai Hermann Boettcher
- Keenan Wynn vai Reuter
- Erich Maria Remarque vai Giáo sư Pohlmann
- Dieter Borsche vai Đại uý Rahe
- Barbara Rütting vai nữ du kích
- Thayer David vai Oscar Binding
- Charles Régnier vai Joseph
- Dorothea Wieck vai Frau Lieser
- Kurt Meisel vai Heini
- Agnes Windeck vai Frau Witte
- Clancy Cooper vai Sauer
- John van Dreelen vai Viên chức chính trị
- Klaus Kinski vai Trung uý Gestapo
- Alice Treff vai Frau Langer
- Alexander Engel vai Mad Air Raid Warden
- Jim Hutton vai Hirschland
- Bengt Lindström vai Steinbrenner
- Wolf Harnisch vai Trung sĩ Muecke
- Karl Ludwig Lindt vai Bác sĩ Karl Fresenburg
- Lisa Helwig vai Frau Kleinert

## Giải thưởng
Đề cử
- Giải Oscar cho âm thanh tốt nhất (Leslie I. Carey) (1959)[2]
- Giải Gấu Vàng của Liên hoan phim quốc tế Berlin năm 1958[3]